# صالح الرقب
صالح حسين سليمان الرقب (ولد عام 1953 في بني سهيلا)، قيادي في حركة حماس وحركة الإخوان المسلمين ووكيل وزارة الأوقاف في غزة وأستاذ مشارك بقسم العقيدة والمذاهب المعاصرة- كلية أصول الدين الجامعة الأسلامية في غزة.

## نشأته وتعليمه
ولد في بلدة - محافظة خان يونس - غزة - فلسطين في عام 1953 م.
- البكالوريوس في الجامعة الأردنية -كلية الشريعة- 1385هـ-1975م.
- الماجستير في العقيدة والمذاهب المعاصرة ، جامعة أم القرى– مكة المكرمة-1402هـ 1982م.
- الدكتوراه في العقيدة والمذاهب المعاصرة، كلية أصول الدين، جامعة الإمام محمد بن سعود الإسلامية، الرياض، 1412هـ- 1992م.

## حياته المهنية
- أستاذ بقسم العقيدة والمذاهب المعاصرة- كلية أصول الدين- الجامعة الإسلامية بغزة- فلسطين.

وقد تقلد في فترة وجوده بالجامعة الإسلامية عدة مناصب منها:
رئيسا لقسم العقيدة بكلية أصول الدين، ونائبا لعميد الكلية، ثمَّ عميدا لكلية أصول الدين. ثم عميدا لعمادة الدراسات العليا، ونائبا لرئيس نقيب العاملين، ورئيسا لنقابة العاملين، وممثلاً لكلية أصول الدين في مجلس الجامعة.
- الإشراف والمناقشة لعدة رسائل جامعية، دكتوراه وماجستير:-
- المشاركة في عدة ندوات علمية أقامتها كليات الجامعة، والمشاركة في عدة ندوات علمية أقامتها الجمعيات والمؤسسات الحكومية والأهلية خارج الجامعة.
- كتابة مجموعة من المقالات في المجلات التي تصدر عن كلية أصول الدين، ومجلس الطالبات، ونقابة العاملين، ومجلة الإمام الصادرة عن جمعية التجمع الوطني للثقافة والفكر، ومجلة نور اليقين التي يصدرها المعهد الديني بغزة. بالإضافة إلى مجموعة مقالات في الصحف المحلية الفلسطينية.
- خطيب وداعية منذ سنة 1972م. وعضو في رابطة علماء فلسطين.
- صاحب ومشرف لموقع (إسلامي دعوي تعليمي تخصصي) على شبكة المعلومات الدولية: (Udrsregeb.com.UHUwww. يخدم الخطباء والدعاة، وطلبة أصول الدين، وخاصة طلبة قسم العقيدة.
- رئيس سابق للجمعية الإسلامية بالمنطقة الشرقية بقطاع غزة- فلسطين (بني سهيلا-عبسان خزاعة) لمدة عدة سنوات، وعضواً في مجلس إدارتها لعدة سنوات. رئيس جمعية القرآن الكريم والسنة- فرع خان يونس.
- عضو مؤسس لجمعية أهل السنـة أنصـار آل البيت والأصحاب. ورئيسا مجلس الإدارة وحاليا عضوا بمجلس الإدارة.
- عمل وكيلا لوزارة الأوقاف والشؤون الدينية بفلسطين، ثم وزيراً لنفس الوزارة .

## أبحاث ومؤلفات

### الأبحاث العلمية المحكمة في مجلة الجامعة الإسلامية بغزة- فلسطين
1. ليس لليهود حق ديني في فلسطين.
2. الأدلة الشرعية في إثبات صرع الشيطان للإنسان والرد على المنكرين.
3. نقض المزاعم الصهيونية في هيكل سليمان.
4. ليس لليهود حق تاريخي في فلسطين.
5. موقف ابن سينا من النبوة والأنبياء.
6. موقف المعتزلة من شفاعة النبي صلى الله عليه وسلم.
7. موقف الشيعة الاثنى عشرية من الصفات الإلهية.

### الأبحاث العلمية المحكمة في مجلات أخري
1. موقف الشيعة الاثنى عشرية من صفتي الوجه واليدان:نشر في مجلة الحكمة بلندن.
2. صفة المحبة الإلهية إثباتها - وثـمرات الإيمـان بها:نشر في مجلة جامعة الأقصى.غزة- فلسطين
3. الجدار العنصري حول القدس وآثاره السياسية: نشر في مجلة جمعية القدس للبحوث الإسلامية.غزة- فلسطين

أبحاث محكمة في مؤتمرات علمية:
1- الصفات القيادية للشيخ أحمد ياسين.
2- الوسائل والأساليب المعاصرة للدعوة الإسلامية.
3- بين عالمية الإسلام والعولمة.
4- دور الجامعات الفلسطينية في مواجهة العولمة الثقافية.
5-العولمة الثقافـية آثارها وأساليب مواجهتها.

### كتب
1- واقعنا المعاصر والغزو الفكري.
2-جوانب في الفلسفة اليونانية والإسلامية.
3- دراسات في التصوف الفلسفة والإسلامية، بالمشاركة مع الدكتور محمود الشوبكي.
3- فلسطين بين الوعد الإلهي الحق والوعد اليهودي المفترى. الطبعة الأولى 1998م،مكتبة أفاق،غزة- فلسطين.وقد نفذت.
4- يا مسلمي العالم أفيقوا اليهود...المسجد الأقصى في خطر قريبا.
5- البشائر بنصرة الإسلام.
6- يا عباد الله الثبات.
7- الوشيعة في كشف كفريات وشنائع الشيعة.
8- دراسة نقدية لاتفاقية جنيف.
9- ليس لليهود حق ديني أو تاريخي في فلسطين.
11- الهيكل اليهوديّ (المقدَّس)؟؟خرافات بلا حدود.
12- الحرب على العراق:مبررتها-أهدافها- نتائجها.
13- شيخ المجاهدين الشهيد الحي أحمد ياسين.
14- العقيدة في الله عز وجل:بالاشتراك مع الدكتور محمد بخيت.
15- العولمة.
16- تعريف عام بالشيعة الاثنى عشرية (مختصر من الوشيعة)